# 3-octanamina
La 3-octanamina es una amina primaria con fórmula molecular C8H19N.
- Datos: Q5651966